# جوزيف مارتن (سياسي أمريكي، مواليد 1740)
جوزيف مارتن (بالإنجليزية: Joseph Martin)‏ هو مستكشف وسياسي أمريكي، ولد في 1740، وتوفي في 1808. انتخب عضو مجلس ولاية كارولاينا الشمالية.